# 京斯特
京斯特是德国梅克伦堡-前波莫瑞州的一个市镇。总面积21.66平方公里，总人口1366人，其中男性642人，女性724人（2011年12月31日），人口密度63人/平方公里。